# 三ツ井崇
三ツ井 崇（みつい たかし、1974年 - ）は、日本の歴史学者。専門は朝鮮近現代史。東京大学大学院総合文化研究科教授。日本統治時代の朝鮮の言語支配研究や、金沢庄三郎、小倉進平、白鳥庫吉、喜田貞吉らの朝鮮語論の研究を行い、朝鮮史研究会幹事も務める。

## 略歴
- 1996年 - 横浜国立大学教育学部卒業
- 1998年 - 一橋大学大学院社会学研究科社会学専攻修士課程修了
- 2002年 - 一橋大学大学院社会学研究科地域社会研究専攻博士課程修了、博士（社会学）、指導教員糟谷憲一[1]
- 2002年 - 日本学術振興会特別研究員
- 2003年 - ソウル大学校客員研究員
- 2005年 - 早稲田大学文学学術院客員助教授
- 2006年 - 同志社大学言語文化教育研究センター専任講師
- 2009年 - 同志社大学言語文化教育研究センター准教授昇格
- 2010年 - 東京大学大学院総合文化研究科言語情報科学専攻准教授
- 2022年 - 東京大学大学院総合文化研究科言語情報科学専攻教授昇格

## 著書
- 『朝鮮植民地支配と言語』（明石書店 2010年）
- 『식민지 조선의 언어 지배 구조: 조선어 규범화 문제를 중심으로（植民地朝鮮の言語支配構造─朝鮮語規範化問題を中心に─）』（ソミョン出版 2013年［韓国］）